# Ukrajinske (Synelnykowe)
Ukrajinske (ukrainisch Українське; russisch Украинское Ukrainskoje) ist eine Siedlung im Osten der ukrainischen Oblast Dnipropetrowsk mit etwa 900 Einwohnern.
Die Ansiedlung wurde 1929 als Wohnsiedlung für die Arbeiter einer Kolchose gegründet und liegt am Fluss Suchyj Bytschok (Сухий Бичок), 80 Kilometer östlich der Rajonshauptstadt Synelnykowe und 116 Kilometer östlich der Oblasthauptstadt Dnipro, das ehemalige Rajonszentrum Petropawliwka befindet sich 11 Kilometer südwestlich.

## Verwaltungsgliederung
Am 18. September 2017 wurde die Ansiedlung zum Zentrum der neugegründeten Landgemeinde Ukrajinske (Українська сільська громада/Ukrajinska silska hromada). Zu dieser zählen auch die 7 in der untenstehenden Tabelle aufgelisteten Dörfer, bis dahin bildete sie zusammen mit den Dörfern Marjanka, Nowochoroschewske, Nowoseliwka, Selenyj Haj, Wassyliwka, und Weremijiwka die gleichnamige Landratsgemeinde Ukrajinske (Українська сільська рада/Ukrajinska silska rada) im Nordosten des Rajons Petropawliwka.
Am 17. Juli 2020 kam es im Zuge einer großen Rajonsreform zum Anschluss des Rajonsgebietes an den Rajon Synelnykowe.
Folgende Orte sind neben dem Hauptort Ukrajinske Teil der Gemeinde:
| Name                     | Name            | Name                                  |
| ukrainisch transkribiert | ukrainisch      | russisch                              |
| ------------------------ | --------------- | ------------------------------------- |
| Marjanka                 | Мар’янка        | Марьянка                              |
| Nowochoroschewske        | Новохорошевське | Новохорошевское (Nowochoroschewskoje) |
| Nowoseliwka              | Новоселівка     | Новосёловка (Nowosjolowka)            |
| Selenyj Haj              | Зелений Гай     | Зелёный Гай (Seljony Gai)             |
| Trojizke                 | Троїцьке        | Троицкое (Troizkoje)                  |
| Wassyliwka               | Василівка       | Василевка (Wassilewka)                |
| Weremijiwka              | Вереміївка      | Веремиевка (Weremijewka)              |